# Phạm Duy Tất
Phạm Duy Tất (sinh 1934-2019), nguyên là một tướng lĩnh Bộ binh, sau chuyển sang Binh chủng Lực lượng Đặc biệt của Quân lực Việt Nam Cộng hòa, cấp bậc Chuẩn tướng. Ông xuất thân từ những khóa học ở giai đoạn đầu tiên ở trường Sĩ quan Trừ bị do Chính phủ Quốc gia Việt Nam mở ra tại miền Nam Việt Nam. Năm 1970, khi Binh chủng Lực lượng Đặc biệt giải tán, ông chuyển sang Binh chủng Biệt động quân.

## Tiểu sử & Binh nghiệp
Ông sinh vào tháng 8 năm 1934, trong một gia đình nho học tại Quảng Bình, miền Trung Việt Nam. Thời niên thiếu ông học ở trường Trung học Đồng Hới, Quảng Bình và trường Quốc học Huế, Thừa Thiên. Năm 1952, ông tốt nghiệp Trung học Phổ thông chương trình Pháp với văn bằng Tú tài bán phần (Part I).

### Quân đội Quốc gia Việt Nam
Tháng 3 năm 1954, thi hành lệnh động viên, ông nhập ngũ vào Quân đội Quốc gia, mang số quân: 54/200.297. Theo học khóa 4 phụ Cương Quyết tại Thủ Đức tại trường Sĩ quan Trừ bị Thủ Đức, khai giảng ngày 16 tháng 3 năm 1954. Ngày 1 tháng 10 năm 1954 mãn khóa tốt nghiệp với cấp bậc Thiếu úy. Ra trường, ông được điều đi phục vụ tại Liên đoàn Lưu động số 21 với chức vụ Trung đội trưởng, rồi Đại đội trưởng.

### Quân đội Việt Nam Cộng hòa
Tháng 11 năm 1955, khi Quân đội Quốc gia được Chính thể Đệ nhất Cộng hòa đổi tên thành Quân đội Việt Nam Cộng hòa, ông được cử theo học khóa Dẫn đạo Chỉ huy tại Trung tâm Huấn luyện số 1. Qua năm 1956, cũng tại Trung tâm này ông được theo học tiếp khóa Huấn luyện viên. Mãn khóa, ông được giữ lại Trung tâm làm Huấn luyện viên.
Cuối năm 1957, ông được chuyển sang Lực lượng Đặc biệt, được cử làm Huấn luyện viên thuộc Liên đội Quan sát số 1 (thành lập ngày 1 tháng 11 năm 1957) do Đại úy Bùi Thế Minh làm Chỉ huy trưởng, đồn trú tại Trường Hạ sĩ quan Quân đội Việt Nam Cộng hòa (vị trí tại Đồng Đế (cạnh thôn Ba Làng), Nha Trang). Đầu năm 1958, ông được thăng cấp Trung úy.
Đầu năm 1961, ông được theo học khóa Chiến tranh Chính trị tại Sài Gòn. Mãn khóa, ông được cử giữ chức vụ Chỉ huy phó Liên đoàn 77 (tiền thân là Liên đội Quan sát số 1) do Thiếu tá Phạm Văn Phú làm Liên đoàn trưởng.
Đầu tháng 2 năm 1963, ông được thăng cấp Đại úy, giữ chức vụ Chỉ huy trưởng Liên đoàn 31 tân lập. Ngày 25 tháng 2, Liên đoàn 31 được lệnh di chuyển từ Sài Gòn ra đồn trú tại Cam Ranh trong doanh trại của đơn vị Bộ binh Hải quân (Thủy quân Lục chiến). Hạ tuần tháng 7 năm 1964, Liên đoàn 31 được đổi tên thành Liên đoàn 111.
Tháng 2 năm 1965, ông được lệnh bàn giao Liên đoàn 111 lại cho Thiếu tá Lâm Quang Phòng Sau đó, ông được cử giữ chức vụ Tiểu đoàn trưởng Tiểu đoàn 91 Biệt cách Dù thay thế Thiếu tá Trần Minh Huy.. Ngày 24 tháng 7 cùng năm, ông được thăng cấp Thiếu tá và được giao nhiệm vụ thành lập Trung tâm Huấn luyện Lực lượng Đặc biệt tại Đồng Bà Thìn thuộc tỉnh Khánh Hòa.
Đầu năm 1966, ông được giao nhiệm vụ thành lập và làm Chỉ huy trưởng Trung tâm Huấn luyện Hành quân Delta (tiền thân của Liên đoàn 81 Biệt cách Dù). Giữa năm 1968, ông được thăng cấp Trung tá, nhận lệnh bàn giao Trung tâm Huấn luyện Delta lại cho Trung tá Phan Văn Huấn để đi nhận chức Chỉ huy trưởng Lực lượng Đặc biệt Vùng 3 chiến thuật (Thời điểm này Tư lệnh Vùng 3 Chiến thuật là Trung tướng Lê Nguyên Khang (6/1966-8/1968), rồi đến Trung tướng Đỗ Cao Trí (8/1968-2/1971)).
Giữa năm 1969, ông thuyên chuyển về miền tây Nam phần hoán đổi chức vụ Chỉ huy trưởng Lực lượng Đặc biệt Vùng 4 Chiến thuật với Trung tá Nguyễn Thành Chuẩn, trải qua 2 vị Tư lệnh Quân khu là Thiếu tướng Nguyễn Viết Thanh (7/1968-5/1970) và Thiếu tướng Ngô Dzu (5/1970-8/1970). Đầu năm 1970, ông được thăng cấp Đại tá. Tháng 8 cùng năm Binh chủng Lực lượng Đặc biệt được lệnh giải tán, các trại Lưc lượng Đặc biệt được cải tuyển thành các Tiểu đoàn Biệt động quân Biên phòng, ông trở thành Chỉ huy trưởng Biệt động quân Quân khu 4, dưới quyền điều động trực tiếp của Tư lệnh Quân khu là Thiếu tướng Ngô Quang Trưởng rồi đến Thiếu tướng Nguyễn Vĩnh Nghi.
Tháng 5 năm 1972, nhận lệnh bàn giao Bộ chỉ huy Biệt động quân Quân khu 4 cho cấp phó là Đại tá Nguyễn Văn Hòa, sau đó thuyên chuyển lên Cao nguyên Trung phần thay thế Đại tá Nguyễn Văn Đương giữ chức vụ Chỉ huy trưởng Biệt động quân Quân khu 2. Bộ chỉ huy được đặt cạnh Bộ tư lệnh Quân đoàn II và Quân khu 2, trải qua 2 vị Tư lệnh Quân khu là Trung tướng Nguyễn Văn Toàn và Thiếu tướng Phạm Văn Phú.
- Bộ chỉ huy Biệt động quân Quân khu 2 vào tháng 3/1975, nhân sự trong Bộ chỉ huy và Chỉ huy các đơn vị trực thuộc được phân bổ trách nhiệm như sau:
-Chỉ huy trưởng -Chuẩn tướng Phạm Duy Tất
-Tham mưu trưởng -Trung tá Lê Chữ
-Liên đoàn trưởng Liên đoàn 21/BP[12] -Trung tá Lê Quý Dậu[13]
-Liên đoàn trưởng Liên đoàn 22/BP[14] -Trung tá Bùi Văn Huấn[15]
-Chỉ huy Liên đoàn 23/TƯ[16] -Trung tá Lê Tất Biên[17]
-Liên đoàn trưởng Liên đoàn 24/BP[18] -Trung tá Hoàng Kim Thanh
-Liên đoàn trưởng Liên đoàn 25/BP[19] -Đại tá Đặng Hưng Long

## 1975 và những năm tháng lưu vong
Đầu năm, kiêm chức vụ Tư lệnh Chiến trường Kontum-Pleiku. Ngày 14 tháng 3, ông được thăng cấp Chuẩn tướng tại nhiệm. Hai ngày sau (16 tháng 3), phụ tá cho Thiếu tướng Tư lệnh Quân đoàn Phạm Văn Phú với nhiệm vụ chỉ huy các đơn vị trực thuộc triệt thoái khỏi Cao nguyên trên tỉnh lộ 7, được đặt dưới quyền giám sát của Chuẩn tướng Trần Văn Cẩm (đương chức Phụ tá hành quân Quân đoàn II).
Sau ngày 30 tháng 4, Chính quyền Cách mạng giải phóng miền Nam và Việt Nam Cộng hoà sụp đổ, ông ra trình diện và bị chính quyền mới đưa đi tù cải tạo từ Nam ra Bắc cho tới ngày 11 tháng 2 năm 1992 mới được trả tự do.
Cũng trong năm 1992, ông cùng với phu nhân và 2 người con xuất cảnh theo diện H.O tị nạn chính trị do Chính phủ Hoa Kỳ bảo lãnh đi định cư tại Annandale, Tiểu bang Virginia, Hoa Kỳ.
Ngày 11/12/2019, ông từ trần tại nơi định cư, hưởng thọ 85 tuổi.

## Gia đình
- Bào huynh: Phạm Vỵ[22].
- Phu nhân: Phan Thị Bạch Yến
- Các con: Phạm Duy Thúy Hồng, Phạm Duy Việt, Phạm Duy Vân Hồng, Phạm Duy Diên Hồng và Phạm Duy Vũ